# Ateles hybridus
Ateles hybridus là một loài động vật có vú trong họ Atelidae, bộ Linh trưởng. Loài này được I. Geoffroy mô tả năm 1829.

## Hình ảnh

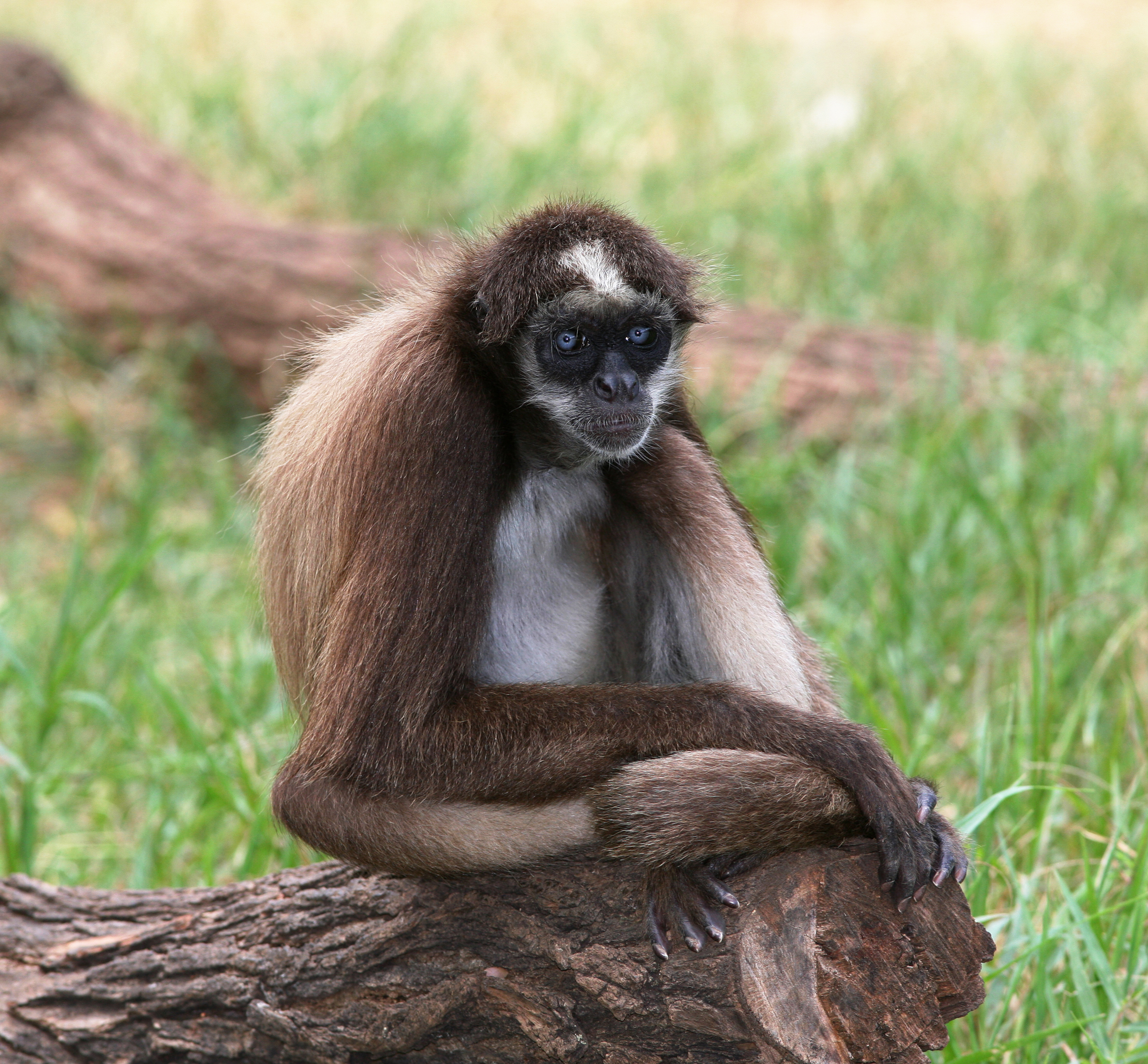
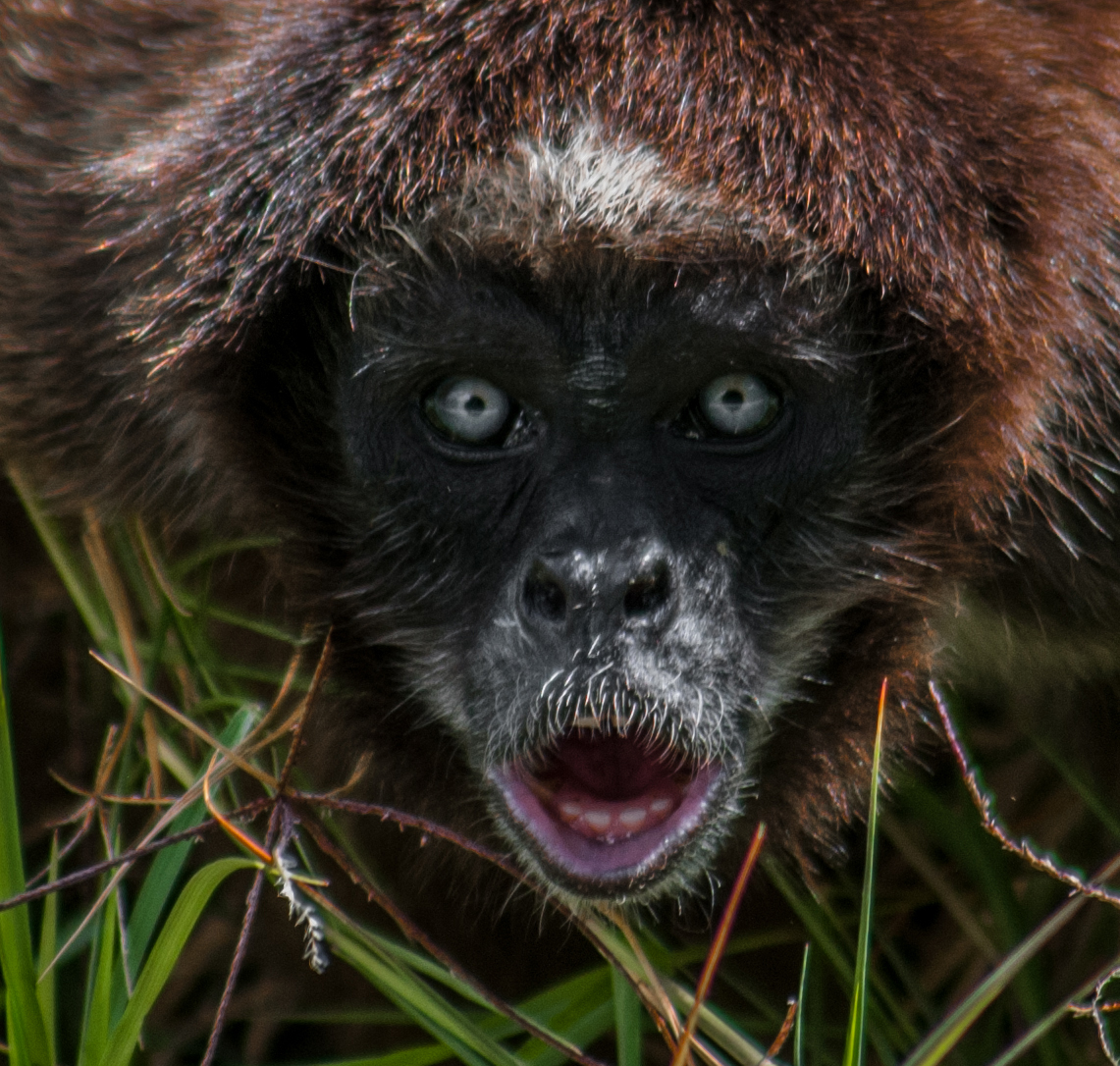
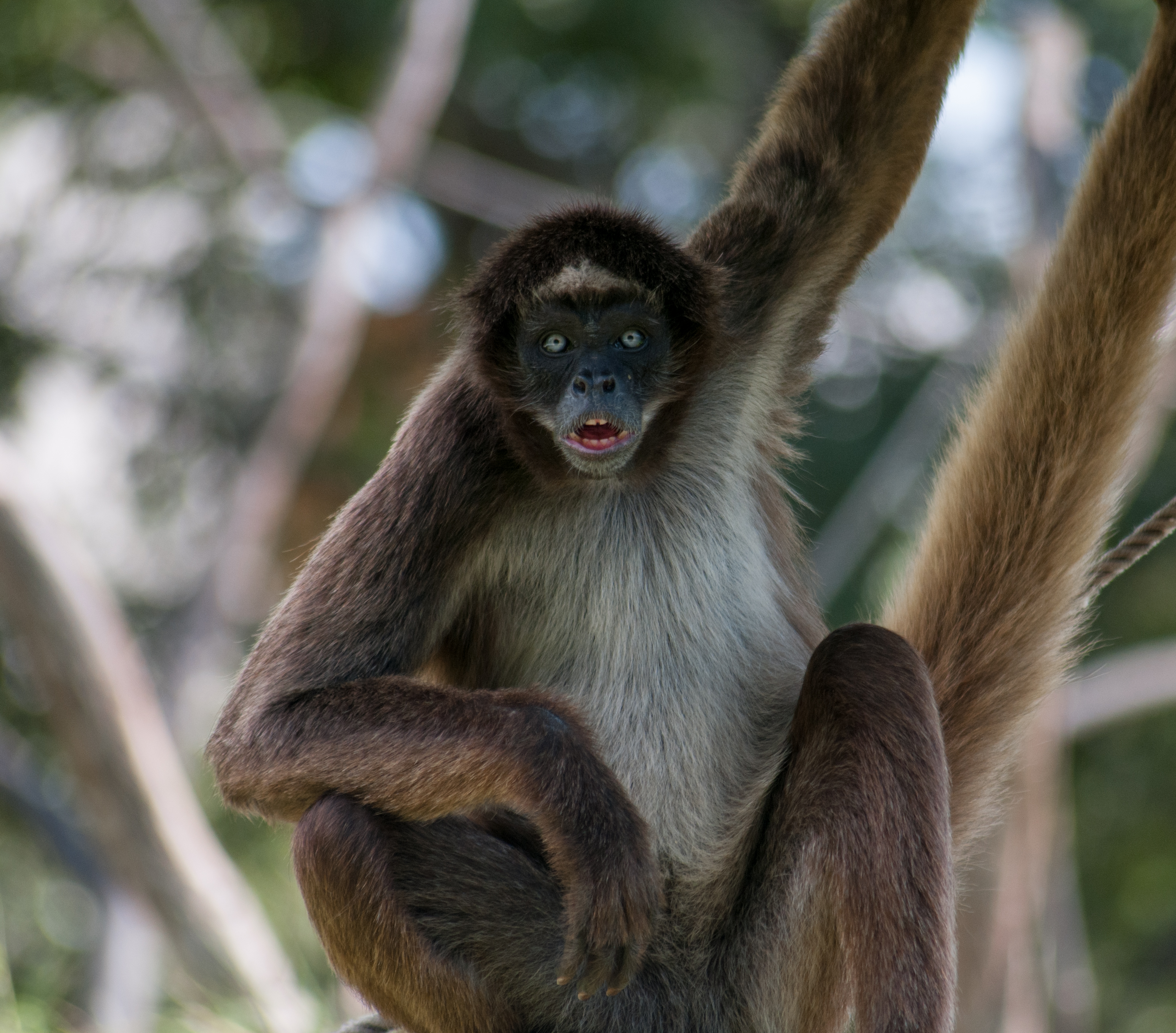
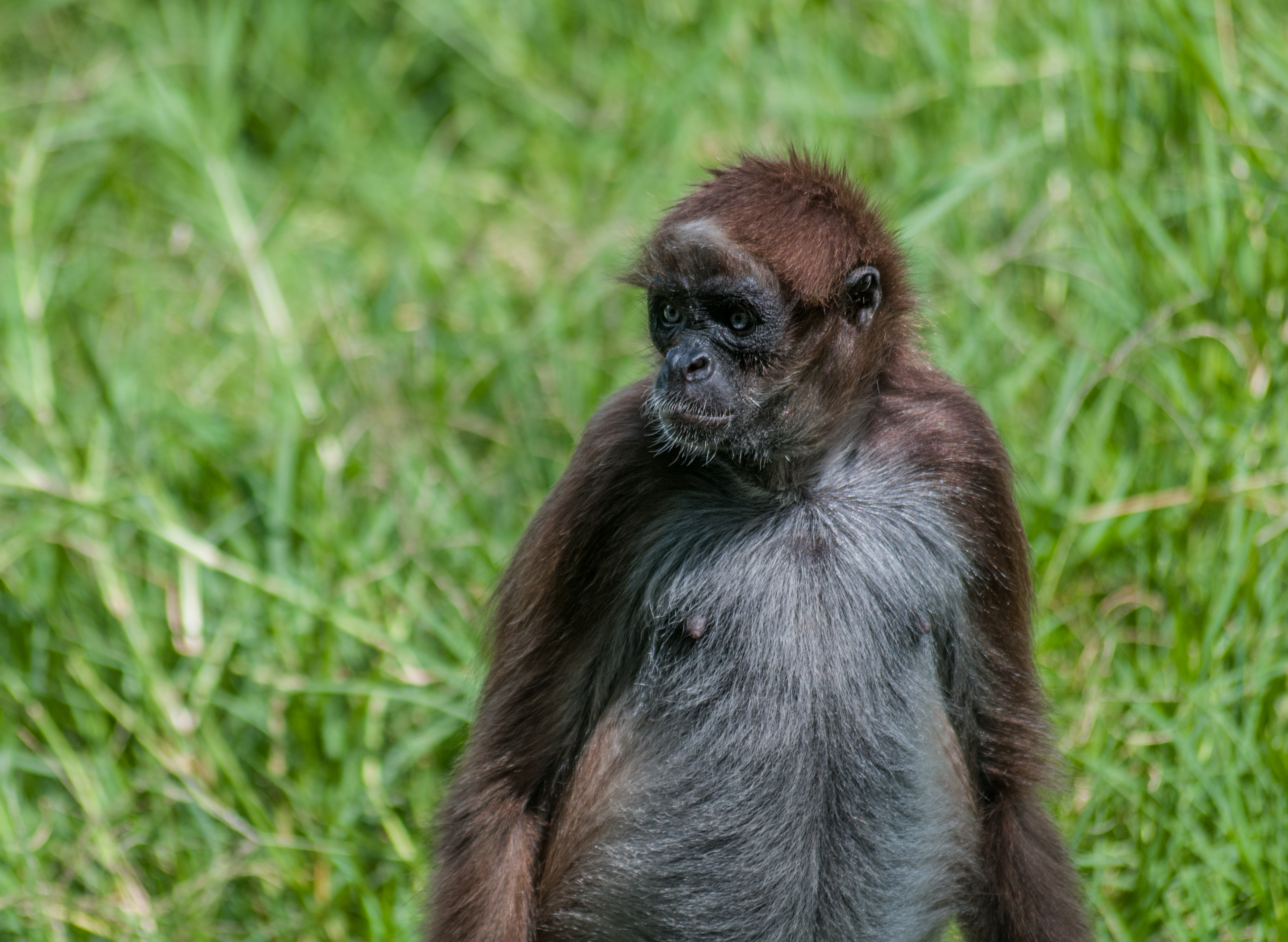
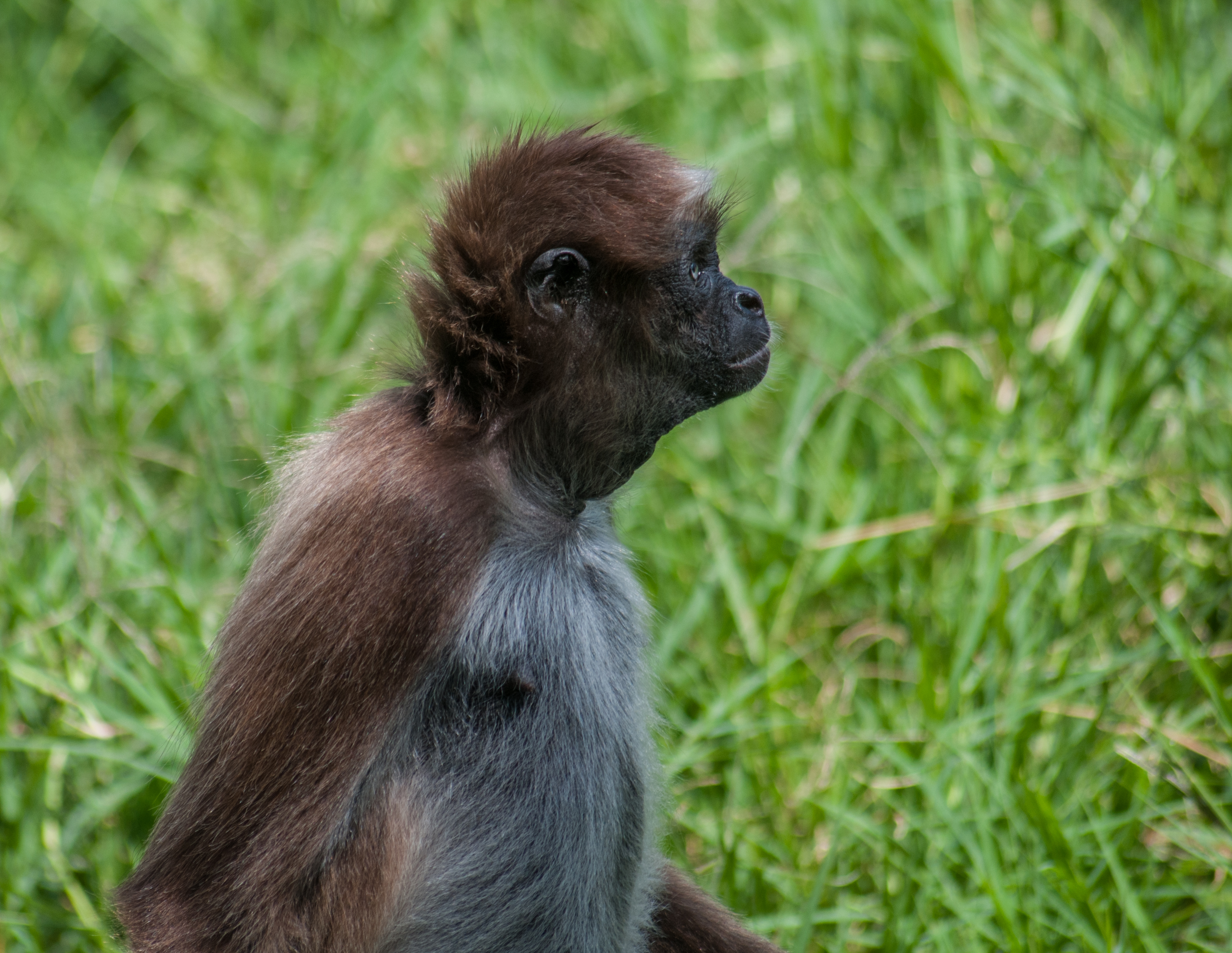